# Перший імпічмент Дональда Трампа

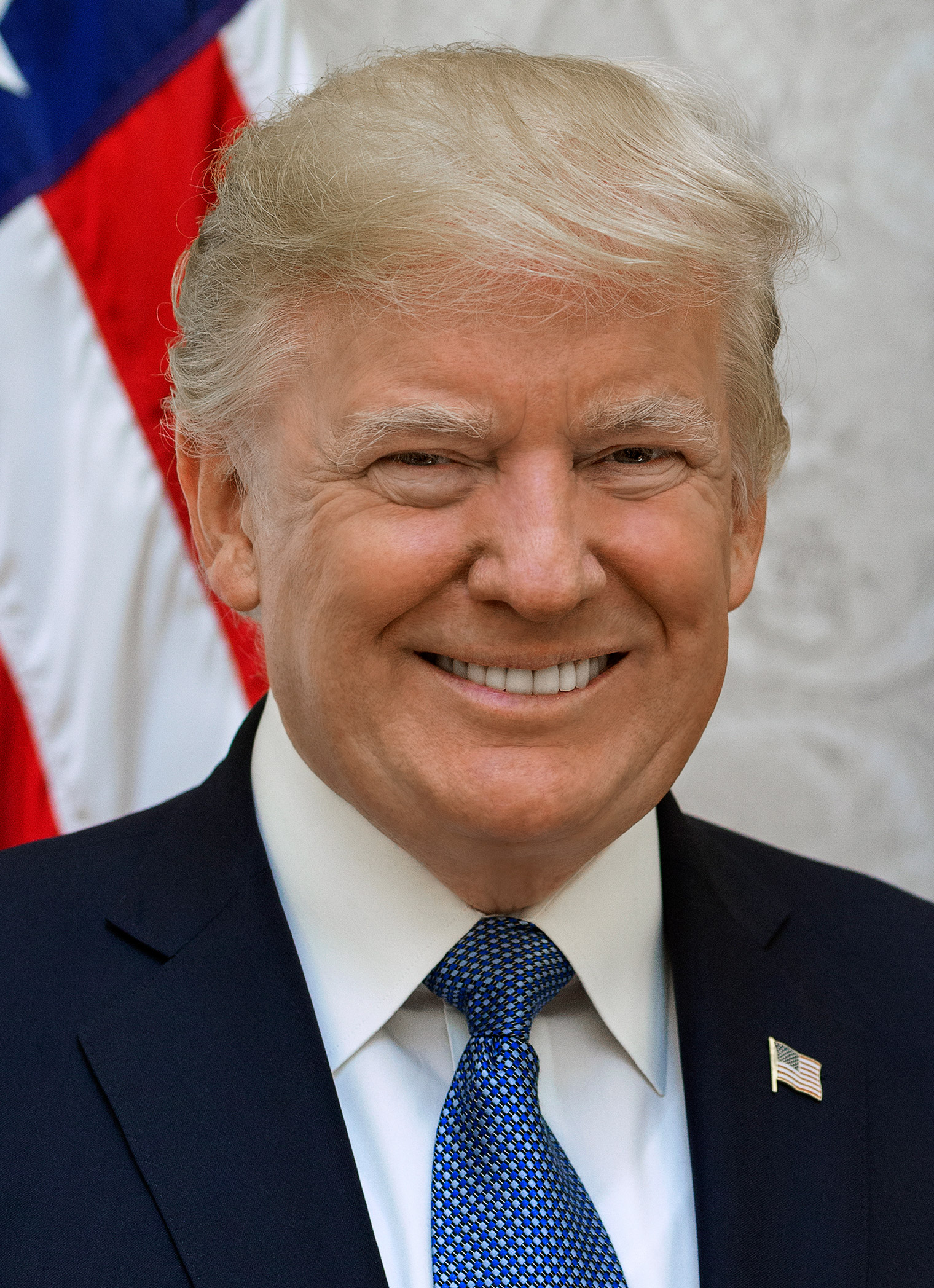
Дональд Трамп

Розслідування у справі про імпічмент президента США Дональда Трампа ініціювала 24 вересня 2019 року спікер Палати представників Конгресу США Ненсі Пелосі. Розслідування, що передувало офіційному оголошенню імпічменту, було розпочато у зв'язку з заявою анонімного інформатора, який стверджував, що президент Трамп у липні 2019 року чинив тиск на президента України Володимира Зеленського у власних особистих і політичних інтересах, а саме з метою схилити українську владу до розслідування причетності до корупційних схем Гантера Байдена, сина колишнього віцепрезидента Джо Байдена, в обмін на фінансову і військову допомогу. Крім того, Трамп звинувачував не Росію, а Україну у втручанні в президентські вибори в США у 2016 році й вимагав від Зеленського відповідного розслідування.
Дональд Трамп та його особистий адвокат Рудольф Джуліані розвивали версію українського сліду втручання на двох напрямках:
- По-перше, у 2016 році українська сторона, намагаючись допомогти Гілларі Клінтон стати Президентом США, сфальшувала документи щодо Пола Манафорта, керівника передвиборчого штабу Трампа[6]. При цьому прокуратура США звинуватила Манафорта в отриманні від Партії Регіонів Віктора Януковича 60 мільйонів доларів США[8], бухгалтер Манафорта пішла на угоду зі слідством і визнала підроблення документів[9], а сам Манафорт визнав себе винним у звинуваченнях, які йому висунув спецпрокурор Мюллер[10].
- По-друге, компанія CrowdStrike, яка зберігає сервер національного комітету Демократичної партії США після його зламу начебто належить українському магнату[11] і могла сфальшувати дані, щоби звинуватити Росію[6]. При цьому, за висновками американської розвідки, сервер Національного комітету Демократичної партії США[en] зламали два угруповання російських хакерів — «Fancy Bear» та «Cozy Bear»[12][13].

Під тиском звинувачень Білий дім був змушений опублікувати стенограму розмови Трампа з Зеленським, яка підтвердила, що Трамп просив Зеленського «розібратися» в питанні щодо Байдена. Джо Байден є одним з найбільш вірогідних суперників Трампа на президентських виборах 2020 року.
У липні 2019 року, за тиждень до телефонної розмови з Зеленським, Трамп дав вказівку призупинити військову допомогу Україні. Лідери Демократичної партії США припускають, що заморожування військової допомоги могло мати на меті прямий чи непрямий тиск на українську владу з метою розслідування справи Гантера Байдена. Трамп ці звинувачення відкидає.
5 лютого 2020 року Сенат США не підтримав імпічменту Трампа, оскільки не знайшлося потрібної кількости голосів для його відсторонення.

## Особливості процедури імпічменту в США
Імпічмент, згідно з Конституцією США, передбачає притягнення до відповідальності шляхом відсторонення від посади федеральних службовців, в тому числі президента, якщо вони будуть визнані винними в зраді, хабарництві або інших тяжких злочинах і проступках.
Виключну прерогативу формулювати та висувати обвинувачення має Палата представників. Тут має бути проведено голосування за те, щоби передати питання на розгляд юридичного комітету Палати представників, де проводиться розслідування звинувачень. Якщо підстави для імпічменту виявлені, готується фактичний обвинувачувальний висновок, який після затвердження комітетом направляється на розгляд повного складу Палати представників, де для його затвердження вимагається проста більшість голосів.
Якщо Палата представників підтримає пропозицію, наступним кроком має стати затвердження імпічменту у верхній палаті Конгресу — Сенаті. Звинувачення передаються в Сенат Конгресу, де процедура перетворюється в судовий процес, у якому Палата представників фактично виступає стороною обвинувачення, а сенатори виконують роль членів суду присяжних. Щоб імпічмент відбувся, необхідно не менше двох третин голосів сенаторів (не менше 67).

## Передісторія
Заклики до імпічменту Дональда Трампа в Палаті представників Конгресу США лунали неодноразово, з моменту його вступу на посаду. Розмови про імпічмент почалися ще до того, як Трамп вступив на посаду. Перші проєкти резолюцій щодо імпічменту розробили члени Палати представників Ал Грін і Бред Шерман від Демократичної партії у 2017 році. У грудні 2017 року пропозицію щодо голосування за питання про імпічмент відхилила Палата представників, яку тоді контролювали республіканці.
Відразу після президентських виборів 2016 року російські спецслужби отримали звинувачення у втручанні, що вплинуло на їхній результат, а в США було розпочато широкомасштабне розслідування можливої змови команди Дональда Трампа з російською владою.
Демократи, які отримали контроль над Палатою представників у результаті виборів 2018 року, почали проти Трампа нове антикорупційне розслідування. 17 січня 2019 року проти Трампа були висунуті нові звинувачення — твердження, що Трамп давав вказівки своєму адвокату Майклу Коену брехати під присягою про непричетність Трампа до проєкту будівництва вежі Трампа в Москві. У зв'язку з цими звинуваченнями Трампа закликали «подати у відставку або піддатися імпічменту», якщо звинувачення будуть доведені.

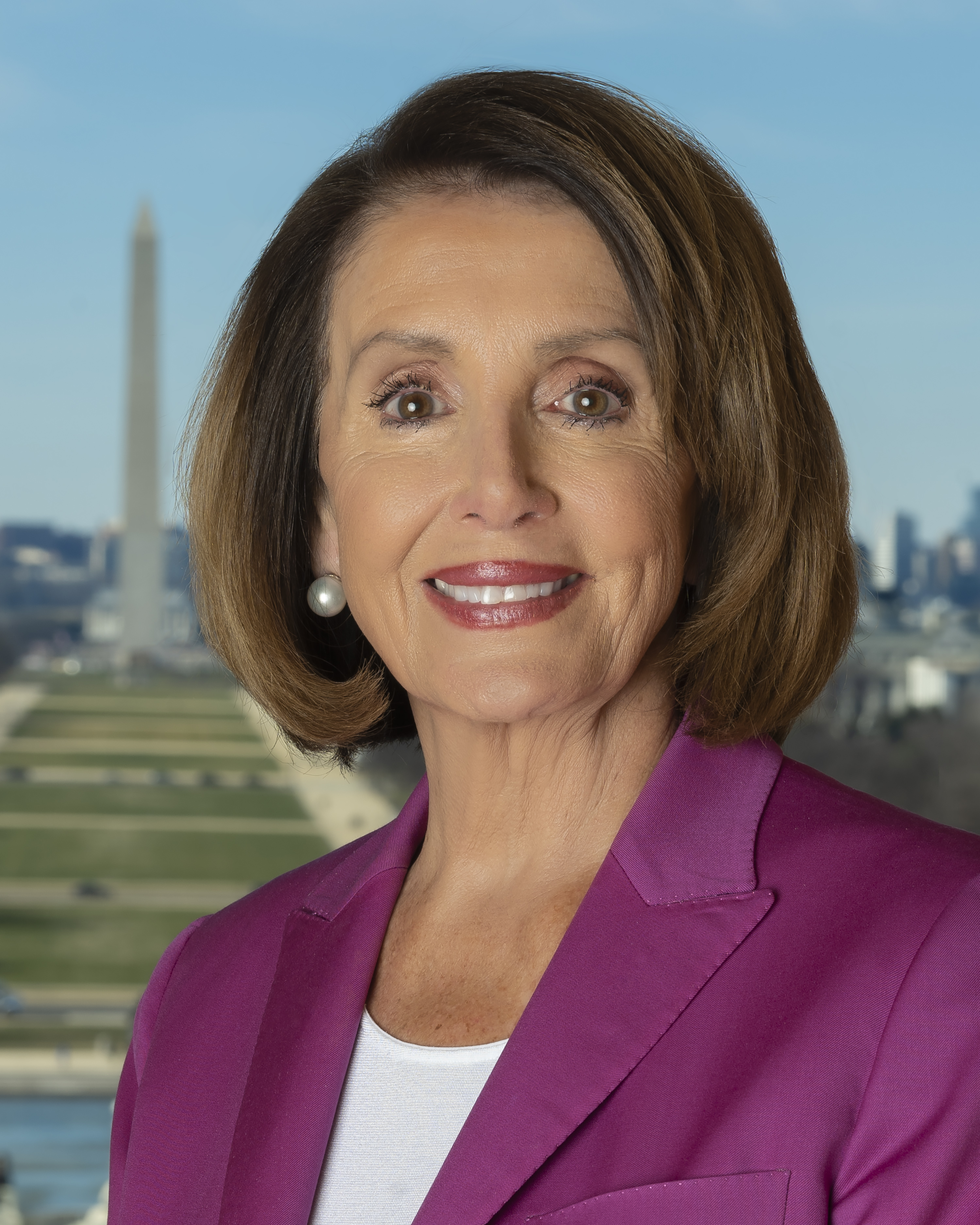
Ненсі Пелосі

Спікерка Ненсі Пелосі спочатку чинила опір тиску від колег по Демократичній партії, які закликали її розпочати процедуру імпічменту. У травні 2019 року вона, однак, заявила, що Трамп продовжує вчиняти дії, які вона охарактеризувала як перешкоджання правосуддю, — і подібні дії можуть вимагати проведення розслідування з питання про імпічмент. Початку такого розслідування вимагала дедалі більша кількість демократів — членів Палати представників і навіть один республіканець, Джастін Амаш (представник округу в штаті Мічиган).
Резолюції Конгресу
- H. Res. 13, [Архівовано 12 листопада 2020 у Wayback Machine.] внесена 3 січня 2019 р. конгресменом Бредом Шерманом (Д. Каліфорнія)[37], містила звинувачення у втручанні в розслідування прокурора Мюллера, була передана в Судовий комітет і Підкомітет з Конституції, прав і громадянських свобод 4 лютого 2019 р.[38]
- H. Res. 257, [Архівовано 25 грудня 2020 у Wayback Machine.] внесена 27 березня 2019 р. Рашидою Тлейб (Д — Мічиган)[39], з вимогою імпічменту, передана в Комітет з правил[40].
- H. Res. 396, [Архівовано 1 січня 2020 у Wayback Machine.] внесено 22 травня 2019 р. Шейлою Джексон Лі (штат Техас)[41] передана в Комітет з правил[42].
- H. Res. 498 [Архівовано 19 січня 2021 у Wayback Machine.] внесена 17 липня 2019 року Алом Гріном (Ді-Техас)[43]. — заблоковано 332-95[44][45][46].

У вересні 2019 року в США вибухнув черговий політичний скандал, на цей раз пов'язаний із звинуваченнями президента Трампа у зловживанні своїми повноваженнями з метою отримання компрометувальних матеріалів проти опонента на майбутніх президентських виборах 2020 року — Джо Байдена, колишнього віцепрезидента США, в обмін на надання Україні фінансової і військової допомоги.
Як стало відомо, в період з травня по серпень 2019 року президент США Дональд Трамп і його особистий адвокат Руді Джуліані намагалися переконати оточення новообраного президента України Володимира Зеленського і його самого відновити розслідування діяльності Гантера Байдена — сина Джо Байдена. 25 липня між Трампом і Зеленським відбулася телефонна розмова, в ході якої Трамп особисто попросив Зеленського посприяти розслідуванню корупційних зв'язків сім'ї Байденів і передати отримані дані його команді.
Про це прохання стало відомо завдяки рапорту інформатора — анонімного співробітника розвідувальної спільноти США, — у якого викликала підозри телефонна розмова Трампа і Володимира Зеленського, що відбулася 25 липня 2019 року. За словами інформатора, що посилався на інформацію, отриману від численних співробітників Білого дому, президент США, використовуючи свої повноваження, намагався схилити Україну до втручання у вибори 2020 року. Інформатор, зокрема, повідомив, що президент США у телефонній розмові з президентом України Зеленським намагався чинити на нього тиск, щоб той ініціював розслідування проти Джо Байдена і його сина Гантера. Крім того, як заявив інформатор, Білий дім спробував обмежити доступ до інформації про зміст цієї телефонної бесіди, надавши їй підвищений гриф секретності.
Директор національної розвідки, якому передали рапорт скаржника, не відправив його у Конгрес, хоча за чинним законодавством був зобов'язаний направити документ на розгляд у комітети з розвідки Палати представників і Сенату.
Спікер Палати представників Ненсі Пелосі 24 вересня ініціювала розслідування, що передує оголошенню імпічменту.
За словами Пелосі, «дії президента підривають справедливість виборчого процесу, гідність поста президента і нашу національну безпеку».
Трамп назвав почате розслідування «Полюванням на відьом».
Ненсі Пелосі оголосила, що демократи сповнені рішучості діяти оперативно і завершити роботу до кінця року. За її словами, серед потенційних свідків, яким будуть спрямовані повістки для свідчень у комітеті з розвідки Палати представників,— адвокат президента Трампа Руді Джуліані, держсекретар Майкл Помпео і Курт Волкер.

## Розслідування Палати представників
26 вересня на сайті комітету з розвідки Палати представників США був оприлюднений датований 12 серпня рапорт інформатора. 25 вересня Білий дім був змушений оприлюднити розшифровку самої телефонної розмови між Трампом і Зеленським, що відбулася 25 липня.
27 вересня Палата представників більшістю голосів (222 — «за», 184 — «проти») відкинула запропоновану республіканською меншістю резолюцію, що пропонувала припинити розслідування з питання про імпічмент Трампа.
Голови комітету у закордонних справах Еліот Енгел (демократ від штату Нью-Йорк), спецкомітету з розвідки Адам Шифф (демократ від штату Каліфорнія) і комітету з нагляду та урядової реформи Елайджа Каммінгс (демократ від штату Меріленд) направили спільний лист держсекретарю Майклу Помпео, вимагаючи надати документи, що стосуються контактів Трампа з Зеленським, у тому числі дані про те, хто, крім Трампа, 25 липня брав участь у розмові із Зеленським. «Ми дуже розчаровані, що президент Трамп поставив нас і всю країну в таке становище. Його дії не залишають нам іншого вибору, окрім як відправити запит», — заявили конгресмени.
Для свідчень у Конгрес були викликані колишній посол США в Києві Марі Йованович, колишній спецпредставник США по Україні Курт Волкер, заступник помічника держсекретаря Джордж Кент та інші.
3 жовтня в рамках розслідування свідчення Конгресу дав колишній спецпредставник США по Україні Курт Волкер. Він заявив, що радив українській владі не намагатися впливати на внутрішню американську політику. Він також стверджував, що ані Трамп, ані хто-небудь інший з американської адміністрації не чинили на нього тиску з метою почати в Україні розслідування стосовно колишнього віце-президента США Джо Байдена і його сина Хантера. Волкер підтвердив, що влітку допоміг домовитися про особисту зустріч Рудольфа Джуліані з Андрієм Єрмаком, помічником Зеленського. Курт Волкер тоді нібито попередив Джуліані, щоби той не дуже довіряв генеральному прокурору України Юрію Луценку, призначеному президентом Порошенком. У серпні Луценко пішов у відставку, а пізніше розповів, що Джуліані просив його почати розслідування відносно Байденів, але отримував відмову. Волкер назвав «дивним» рішення американської адміністрації заморозити 250 млн доларів, виділених на військову допомогу Україні. Гроші заморожувалися на час перевірки, яку ініціював Дональд Трамп. Волкер стверджував, що йому не пояснювали, з чим була пов'язана затримка з наданням допомоги. Сам Трамп говорив, що почав перевірку через побоювання з приводу неналежного використання коштів. У вересні США відновили військову допомогу Україні, але Трамп не виключив того, що фінансування знову може бути заблоковане. Під час слухань у Конгресі Курт Волкер заявив, що Трамп вважав Україну корумпованою країною з «жахливими людьми».
8 жовтня Білий дім повідомив спікера Палати представників Ненсі Пелосі, а також голів трьох комітетів Палати представників, що не збирається співпрацювати з ними в рамках процедури імпічменту президента Трампа. Як заявила прес-секретар Білого дому Стефані Грішем, у листі, який адресований провідним демократам в Палаті представників, підкреслюється, що в розслідуванні, яке вони розпочали, «відсутні будь-які законні конституційні підстави, видимість об'єктивності і навіть найелементарніші гарантії належного судового розгляду» . Опонентів президента звинуватили в прагненні за допомогою процедури імпічменту «переглянути підсумки виборів 2016 року і вплинути на вибори 2020 року». Адміністрація Трампа заборонила чинним співробітникам Держдепу і Білого дому брати участь у слуханнях Конгресу .
Ненсі Пелосі заявила, що відмова Білого дому співпрацювати з конгресменами під час процедури імпічменту президента США Дональда Трампа — зрада демократії, а дії Трампа «загрожують нашій національній безпеці, порушують нашу Конституцію і підриває чесність наших виборів». За її словами, Білий дім намагається приховати тиск адміністрації США на інші країни з метою схилити їх до втручання у вибори 2020 року.
Сам Джо Байден, виступаючи на передвиборному мітингу в Нью-Гемпширі, заявив: «Дональд Трамп порушив свою клятву, зрадив націю і вчинив дії, що тягнуть за собою імпічмент… Йому повинен бути оголошений імпічмент».
8 жовтня слухання в Палаті представників за участю посла США в ЄС Ґордона Сондленда не відбулися: Сондленд проігнорував спрямовану йому повістку і не з'явився в Конгрес. Другим після Курта Волкера свідком, що висловив готовність дати свідчення, стала колишній посол США в Україні Марі Йованович.
Тим часом старший республіканець комітету у закордонних справах Палати представників Майкл Маккол звинуватив Ненсі Пелосі та інших лідерів демократів в умисному порушенні процедур попередніх імпічментів: «… Адам Шифф і спікер Пелосі навмисно намагаються проігнорувати правила імпічменту, відмовивши республіканцям у праві на двопартійне розслідування, як це було у випадку з Річардом Ніксоном і Біллом Клінтоном… Поспіх з імпічментом переконує в тому, що в цьому процесі не буде неупередженості».
11 жовтня в Конгресі пройшли слухання за участю колишнього посла США в Україні Марі Йованович.
Колишній старший директор з питань Росії в Раді національної безпеки США Фіона Гілл в рамках розслідування розповіла про зустріч, де ставилося питання щодо розслідування, яке пов'язане із Джо Байденом і його сином. Зустріч, на якій були присутні сама Гілл, колишній радник президента США з національної безпеки Джон Болтон, деякі інші представники американської адміністрації і посол США при ЄС Гордон Сондленд, відбулася 10 липня. За її словами, саме Сондленд поставив питання про розслідування, його прокоментували інші учасники зустрічі, після чого Фіона Гілл і Джон Болтон вирішили покинути нараду. Як стверджує Фіона Гілл, Гордон Сондленд координував свої дії з питання розслідування з в. о. шефа апарату Білого дому Міком Малвейні, а адвокат президента Руді Джуліані докладав зусиль для обходу урядових процедур для того, щоб змусити Україну провести розслідування.
22 жовтня тимчасовий повірений у справах США в Україні Білл Тейлор, виступаючи в Конгресі в рамках розслідування, що передує можливому запуску процедури імпічменту президента Дональда Трампа, заявив, що Вашингтон чинив тиск на Київ у питанні надання допомоги. За його словами, Білий дім погрожував відкликати військову допомогу, якщо Україна не оголосить про проведення розслідування щодо Байдена. Сам Тейлор заявив, що нібито неодноразово висловлював свою незгоду такими діями.
15 жовтня Міністерство оборони США відмовилося надавати демократам з Палати представників Конгресу документи, що стосуються заморожування військової допомоги Україні, які були запитані ними у зв'язку з розслідуванням, проведеним у рамках процедури імпічменту щодо президента Дональда Трампа. При цьому в Міноборони США підкреслили, що відомство «готове працювати» з профільними комітетами Палати представників із цього питання.
Прес-служба віце-президента США Майкла Пенса розповсюдила лист про те, що віце-президент не буде співпрацювати з конгресменами-демократами, які проводять розслідування у рамках процедури імпічменту Дональда Трампа. При цьому в прес-службі підкреслили, що готові працювати з конгресменами, якщо ті «побажають повернутися до звичайного порядку правомірних прохань, що стосуються законодавчого нагляду», і будуть звертатися з відповідними проханнями" про надання інформації, якою володіє віце-президент.
Як заявила 15 жовтня на прес-конференції спікер Палати представників Ненсі Пелосі, Палата представників Конгресу США поки не збирається проводити голосування щодо процедури імпічменту щодо президента країни Дональда Трампа, оскільки в законодавстві США такої вимоги немає.
29 жовтня 2019 року на слуханнях у Конгресі виступив підполковник армії США Александр Віндман — співробітник Ради національної безпеки США, який був відповідальним за Україну і Росію. Віндман повідомив, що він двічі доповідав свої заперечення з приводу тиску, який Трамп чинив на Зеленського щодо розслідування стосовно Дж. Байдена.
19 листопада підполковник Александр Віндман та дипломат Дженніфер Вільямс, помічниця віцепрезидента США Майка Пенса, виступили на відкритих слуханнях в комітеті з розвідки Палати представників Конгресу США.
21 листопада 2019 року на відкритих слуханнях у Конгресі виступила Фіона Гілл, спеціальний помічник президента та старший директор з питань Європи та Росії в Раді національної безпеки США. У своєму виступі Гілл спростувала припущення Дональда Трампа, що у 2016 році не Росія, а Україна втручалась у виборчий процес у США.
18 грудня 2019 року Палата представників проголосувала за імпічмент Дональду Трампу за статтею «перевищення повноважень» через прохання до української влади розслідувати діяльність родини Джо Байдена.

## Затвердження в Сенаті
Сенат в цей час (січень 2020 р) контролювали республіканці. Таким чином, на цій стадії пропозицію про імпічмент було заблоковано.
Скандал, однак, вибухнув в умовах початку передвиборчої кампанії до виборів 2020 року, на яких Дональд Трамп домагався переобрання. Процес слухань в Конгресі розтягнувся на кілька місяців. Хоча оголосити імпічмент не вдалось, розслідування стало для Демократичної партії довготривалим сприятливим фоном для боротьби проти чинного президента.